# Eichenau
Eichenau ist eine Gemeinde im oberbayerischen Landkreis Fürstenfeldbruck.

## Geographie

### Lage
Der Hauptort liegt im Osten des Fürstenfeldbrucker Landkreises, etwa sechs Kilometer östlich von Fürstenfeldbruck und 20 Kilometer westlich des Münchner Zentrums. Die Gemeinde hat außer dem Pfarrdorf Eichenau keine weiteren Gemeindeteile.

### Nachbargemeinden
Die Entfernungsangaben beschreiben die Luftlinie zum Ortsmittelpunkt des Nachbarorts und sind auf ganze Kilometer kaufmännisch gerundet.
| Emmering (4 Kilometer)         | Olching (4 Kilometer)                       | Gröbenzell< (4 Kilometer)      |
| Fürstenfeldbruck (5 Kilometer) | Kompassrose, die auf Nachbargemeinden zeigt | Puchheim Bahnhof (3 Kilometer) |
| Alling (3 Kilometer)           | Geisenbrunn (7 Kilometer)                   | Germering (6 Kilometer)        |

### Klima
Die Gemeinde liegt im Übergangsbereich zwischen dem feuchten atlantischen und dem trockenen kontinentalen Klima. Weitere wesentliche wetterbestimmende Faktoren sind die Alpen als mitteleuropäische und die Donau als regionale Wetterscheide. Aufgrund der durchziehenden Tiefdruckgebiete ist das Wetter in der Westwindzone relativ wechselhaft. Der Föhn bringt hin und wieder aus südlicher Richtung warme und trockene Luftströmungen. Damit verbunden ist meist eine sehr gute Fernsicht bis zu den bayrischen Alpen.

## Geschichte
1863 begann die Besiedlung des Starzeltales westlich von München mit einem Blockhaus in der Nähe der heutigen S-Bahn-Haltestelle. Die Lage an der Bahn war ausschlaggebend für die Entwicklung der Siedlung und von Anfang an war die Mehrzahl der Bewohner Pendler mit Arbeitsplätzen in München.
Mit der Eröffnung des Haltepunktes Roggenstein (am heutigen Lehr- und Versuchsgut Roggenstein) an der Bahnstrecke München–Buchloe 1896 waren die Voraussetzungen für eine stärkere Besiedlung gegeben. Der Münchner Buchdrucker und Immobilienhändler Hieronymus Russ begann ab 1910 die feuchten Wiesen im Allinger Moos im großen Stil aufzukaufen. Er ließ sich 1912 einen Baulinienplan für eine Kolonie von Heimgartensiedlern genehmigen und begann Grundstücke zu verkaufen. Der erste Versuch einer „Baugenossenschaft Eichenau“ durch 24 Münchner Bürger ist durch den Auflösungsbeschluss von 1913 nachgewiesen.
Am 7. Januar 1907 gab Prinzregent Luitpold der Siedlung offiziell ihren Namen. Damals lebten 48 Einwohner in Eichenau.
Nach der Begradigung des Starzelbaches ließen ab 1915 Regierungsrat Josef Nibler und sein Bezirksbaumeister Georg Popp den ersten Baulinienplan aufstellen (rechtskräftig 1918). Noch in den letzten Kriegswochen gründete er zusammen mit dem jüdischen Direktor Julius Einhorn von der Hausmüllverwertung München in Puchheim, dem Fürstenfeldbrucker Sparkassendirektor und dem Fürstenfeldbrucker Notar die Baugenossenschaft Eichenau und Umgebung e.G., die heute noch aktiv ist. Sie wurde mit über 62 ha der größte Grundstücksbesitzer in der späteren Gemeinde und bestimmte entscheidend die ganze Ortsentwicklung.
Laut Satzung war bis nach dem Zweiten Weltkrieg der Bezirksamtmann im Bezirksamt Fürstenfeldbruck Vorstand der Baugenossenschaft. Nach dem Tod von Josef Nibler 1921 rückte der Architekt und Bezirksbaumeister Georg Popp auch in den Vorstand der Baugenossenschaft auf und beeinflusste sie bis 1933.
Die Spannungen mit der Muttergemeinde Alling erreichten ihren Höhepunkt 1925, als die mehrheitlich Eichenauer Gemeinderäte die Verlegung der Gemeindeverwaltung nach Eichenau beschlossen.
Nach Gründung einer Freiwilligen Feuerwehr im Jahre 1921 wurde 1925 das erste Feuerwehrhaus gebaut. 1926 wurde die neubarocke Schutzengelkirche durch Kardinal Michael von Faulhaber eingeweiht.
Im Oktober 1937 wurde die heutige Friesen-Halle als Turnhalle in Betrieb genommen, diese wurde nach Friedrich Friesen benannt.
Nach 1945 erhöhte sich die Bevölkerung durch den Zuzug von Flüchtlingen und Vertriebenen.
Am 1. April 1957 wurde Eichenau durch Ausgliederung aus Alling eine selbständige Gemeinde. 1967 zog die Gemeindeverwaltung in das neu gebaute Rathaus ein. 1969 wurde das dritte Schulgebäude eingeweiht. Die Evangelische Friedenskirche entstand 1970, der zweite Schulkomplex an der Parkstraße 1972.
In der zweiten Hälfte der 1980er Jahre entstand das Sport- und Freizeitzentrum mit der Budrio-Halle. Es wurde 2007 um zwei weitere Fußballplätze erweitert.
Die „Gartenstadt“ Eichenau ist wegen des großzügigen Grüncharakters und der guten Infrastruktur ein Ort von hoher Wohnqualität und entspricht heute weitgehend den ab 1915 entworfenen Vorstellungen.

### Einwohnerentwicklung
Zwischen 1988 und 2021 wuchs die Gemeinde von 9.905 auf 12.224 um 2319 Einwohner an.

## Politik

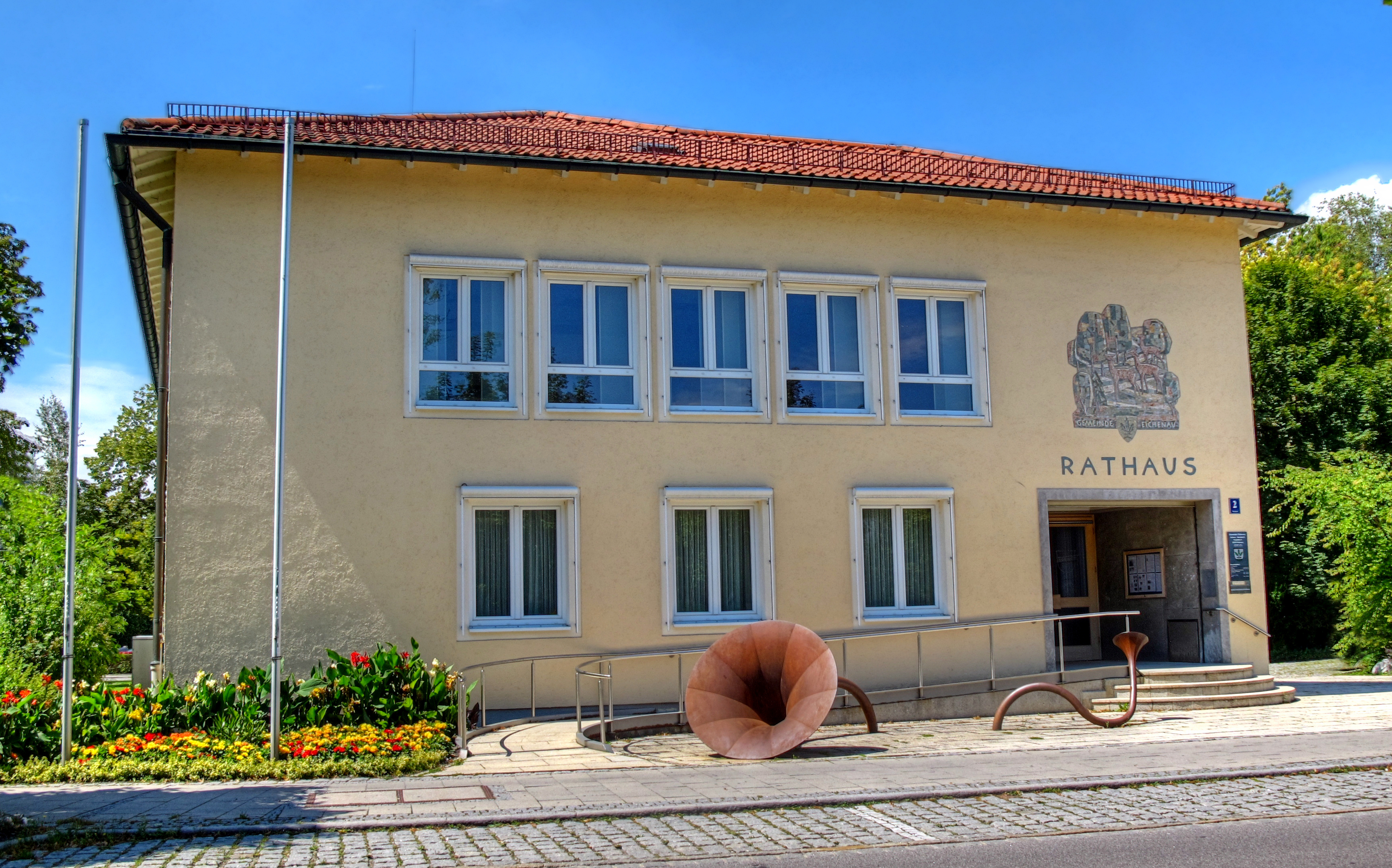
Rathaus

### Gemeinderat
Der Gemeinderat in Eichenau besteht aus 24 gewählten Gemeinderatsmitgliedern und qua Amt dem Ersten Bürgermeister als Vorsitzenden.
Die aktuelle Wahlperiode läuft von 2020 bis 2026.
| Jahr    | CSU | SPD | Grüne | FW | FDP | Parteilos | Gesamt | Wahl- beteiligung |
| ------- | --- | --- | ----- | -- | --- | --------- | ------ | ----------------- |
| 2020    | 7   | 4   | 7     | 4  | 2   | 0         | 24     | 59,0 %            |
| [0]2014 | 8   | 5   | 4     | 5  | 1   | [0]1      | 24     | 52,7 %            |
| 2008    | 10  | 5   | 3     | 4  | 1   | 1         | 24     | 59,0 %            |
| 2002    | 12  | 8   | n. a. | 3  | 1   | 0         | 24     | 60,1 %            |
| 1996    | 9   | 6   | 2     | 4  | 1   | [0]2      | 24     | 62,6 %            |
| 1990    | 8   | 7   | [00]1 | 3  | 1   | n. a.     | 20     | 69,3 %            |

Ein fraktionsloses Mitglied seit 2010.

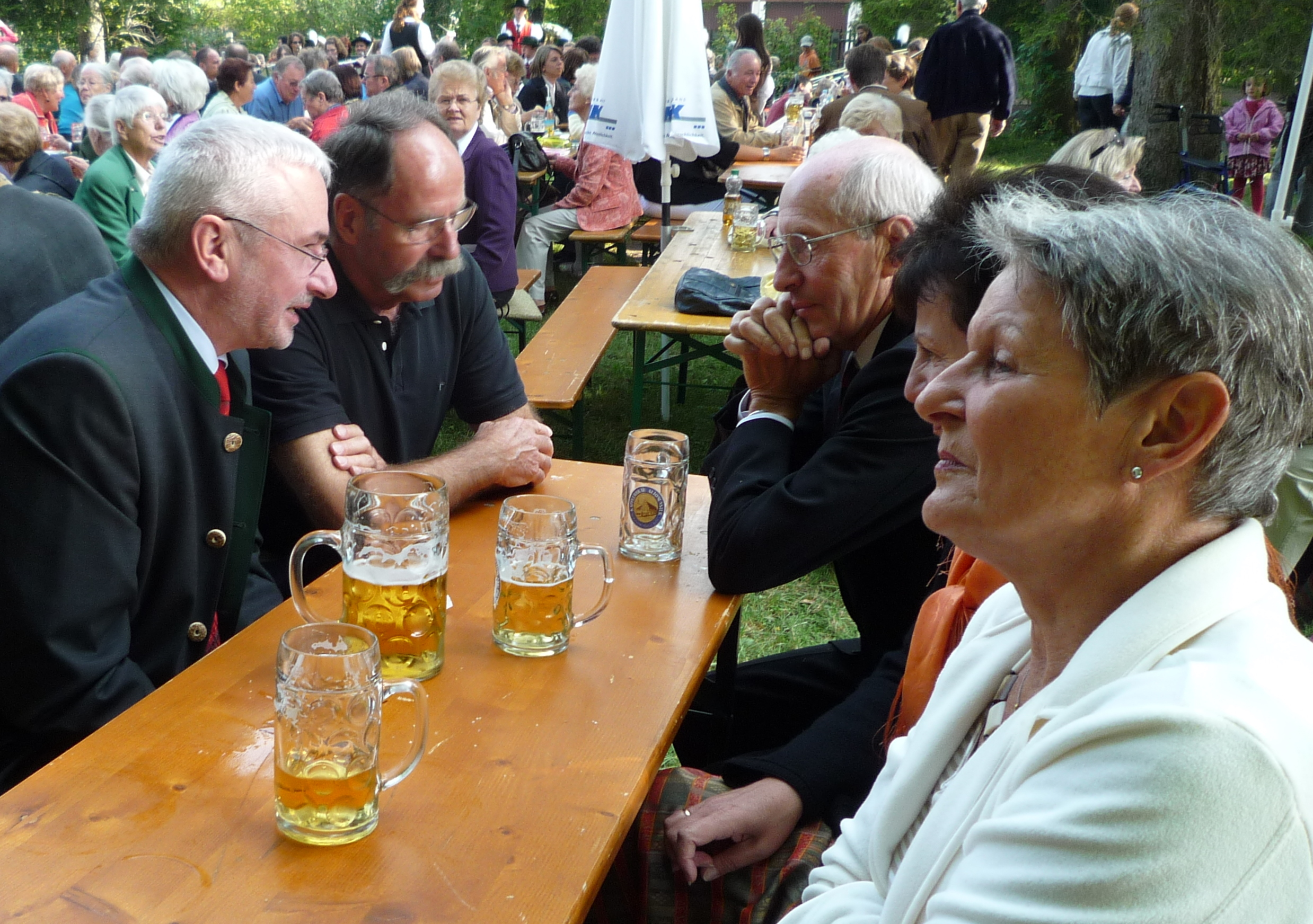
Friedenskirche Eichenau Sommerfest 2008, 1. Bürgermeister Hubert Jung (links) und 2. Bürgermeisterin Gabi Riehl (rechts)

Beiräte: Jugendbeirat, Umweltbeirat

### Bürgermeister
Berufsmäßiger Erster Bürgermeister ist seit 1. September 2016 der 1966 geborene Peter Münster der über den Wahlvorschlag der FDP bei der Bürgermeisterwahl vom 7. Oktober 2022 mit einem Stimmenanteil von 63,8 % erneut gewählt wurde.

 Liste der Bürgermeister seit der Unabhängigkeit 1957 
- Hans Kraus (1898–1965), 9. Oktober 1955 bis 13. Februar 1965
- Alois Handelshauser (1913–1968), 14. Mai 1965 bis 22. Mai 1968
- Alfred Rehm (1922–2006), 1. September 1968 bis 31. August 1980
- Sebastian Niedermeier  (SPD-Mitglied bis 1997; ab 1998 bei den FW)[16] (* 1944), 1. September 1980 bis 22. Juni 1998
- Hubert Jung (CSU)[17] (* 1953), 1. September 1998 bis 31. August 2016
- Peter Münster (parteilos, bis 2023 FDP)[17] (* 1966), seit 1. September 2016

### Kreistag
Eichenau war von 2014 bis 2020 mit sechs Personen im Kreistag des Landkreises Fürstenfeldbruck vertreten (Stand 2019): Ulrich Bode (FDP), Gabi Riehl (SPD), Herbert Kränzlein (SPD), Hubert Jung (CSU) und Rike Schiele (Bündnis 90/Die Grünen), Bernd Heilmeier (Freie Wähler). Ab 2020: Rike Schiele (Bündnis 90/Die Grünen), Ulrich Bode (FDP).

### Wappen
| Wappen von Eichenau | Blasonierung: „In Silber auf grünem Boden eine stilisierte grüne Eiche.“ |
| Wappen von Eichenau | Wappenbegründung: Die stilisierte Eiche ergibt ein für den Gemeindenamen redendes Bild und weist auf die heute noch teilweise vorhandenen Eichenbestände hin. Der amtliche Ortsname Eichenau wurde der nur 48 Einwohner zählenden Siedlung Im unteren Allinger Moos erst 1907 verliehen. Nach dem Ende des Ersten Weltkriegs 1918 verzeichnete der Ort ein beständiges Wachstum. Bis zur Erlangung der kommunalen Selbstständigkeit am 1. April 1957 gehörte Eichenau zur Gemeinde Alling. 1959 nahm die Gemeinde Eichenau das Wappen und eine Fahne an. |

### Gemeindepartnerschaften
- Ukraine: Wyschhorod (Wishgorod[20]), seit 1992
- Italien: Budrio, seit 1991
- Deutschland: Drebach in Sachsen
- Frankreich: Les Pavillons-sous-Bois (freundschaftliche Beziehung)[21]

## Wirtschaft
Von 1918 bis 1958 hatte der Anbau von Pfefferminze große wirtschaftliche Bedeutung. Davon zeugt heute noch das einzige Pfefferminzmuseum Deutschlands. Von 1972 bis 2017 war Eichenau Standort des ersten großen Verteilungslagers und Sitz der Stiftungen von ALDI Süd (Siepmann Familienstiftung, Oertl-Stiftung, vormals Maria-Albrecht-Stiftung und Elisen-Stiftung). Das Lager wurde anschließend von der Firma Transgourmet Deutschland belegt. In den drei Ausbaustufen des 14 ha großen Gewerbegebietes im Süden der Gemeinde sind über 100 Unternehmen unterschiedlichster Branchen vertreten. Es dominieren kleinere Handwerksbetriebe der Automobilbranche sowie Dienstleister.

### Ansässige Unternehmen (Auswahl)
- Akademie Deutsche POP
- Orgelbau Kaps[23]
- Transgourmet Deutschland
- CADEA Entwicklung und Konstruktion[24]
- Eder Solartechnik[25]
- FRAMA International Logistics[26]
- Experts4Events[27]
- Killinger Drechselmaschinen[28]

Quelle:

### Pendlergemeinde
Eichenau ist eine Pendlergemeinde mit relativ wenig sozialversicherungspflichtig beschäftigten Personen. Zwischen 1999 und 2009 nahm ihre Zahl von 1114 auf 1535, bis 2017 auf 4333 langsam aber stetig zu. Nur 350 Beschäftigte arbeiteten in 2009 am Wohnort, in 2017 waren es 1587. Im Jahr 2009 standen den 1185 Einpendlern 3391 Auspendler gegenüber, davon 1891 nach München. Ebenfalls im Jahr 2009 waren von den 11.893 Einwohnern nur 3741 sozialversicherungspflichtig beschäftigt, d. h. ein großer Teil der Einwohner sind Selbständige und Beamte.

## Infrastruktur

### Energieversorgung
Netzbetreiber ist seit dem 1. April 2008 die KommEnergie GmbH. Sie hat rund 28.200 Kunden und übernimmt die Planung, den Ausbau und den Betrieb der Versorgungsanlagen einschließlich der Straßenbeleuchtung der drei beteiligten Kommunen Eichenau, Puchheim und Gröbenzell. Neben der Bayernwerk AG (früher E.ON Bayern AG) besitzen die Kommunen zusammen 33 % des Stammkapitals.

### Wasser und Abwasser
1960 wurde der Amperverband gegründet. Ihm gehören die Große Kreisstadt Germering, die Städte Olching und Puchheim sowie die Gemeinden Alling, Eichenau, Gauting, Gilching, Gröbenzell, Maisach und Weßling an. Das Abwasser von mehr als 150.000 Einwohnern sowie weiteren 30.000 Einwohnerwerten aus Gewerbe und Industrie der Verbandsmitglieder werden heute nach modernstem Stand der Technik gesammelt, abgeleitet und in der zentralen Kläranlage in Olching / Geiselbullach gereinigt. Der Sitz des Verbandes war lange in Eichenau, wurde aber nach Olching/Geiselbullach in einen Neubau am Klärwerk verlegt. Er war einer der großen Arbeitgeber am Ort.

### Wohngebäude und Wohnungen
Der Ort wird durch Einzelhäuser (2799), Doppelhäuser (680) und Reihenhäuser dominiert. Die Anzahl der Wohngebäude nahm von 1999 bis 2009 von 3060 auf 3382 zu. Darin befanden sich (2009) 5316 Haushalte. Die Wohnungsbelegung beträgt 2,3 E/W mit leicht fallender Tendenz.

### Verkehr

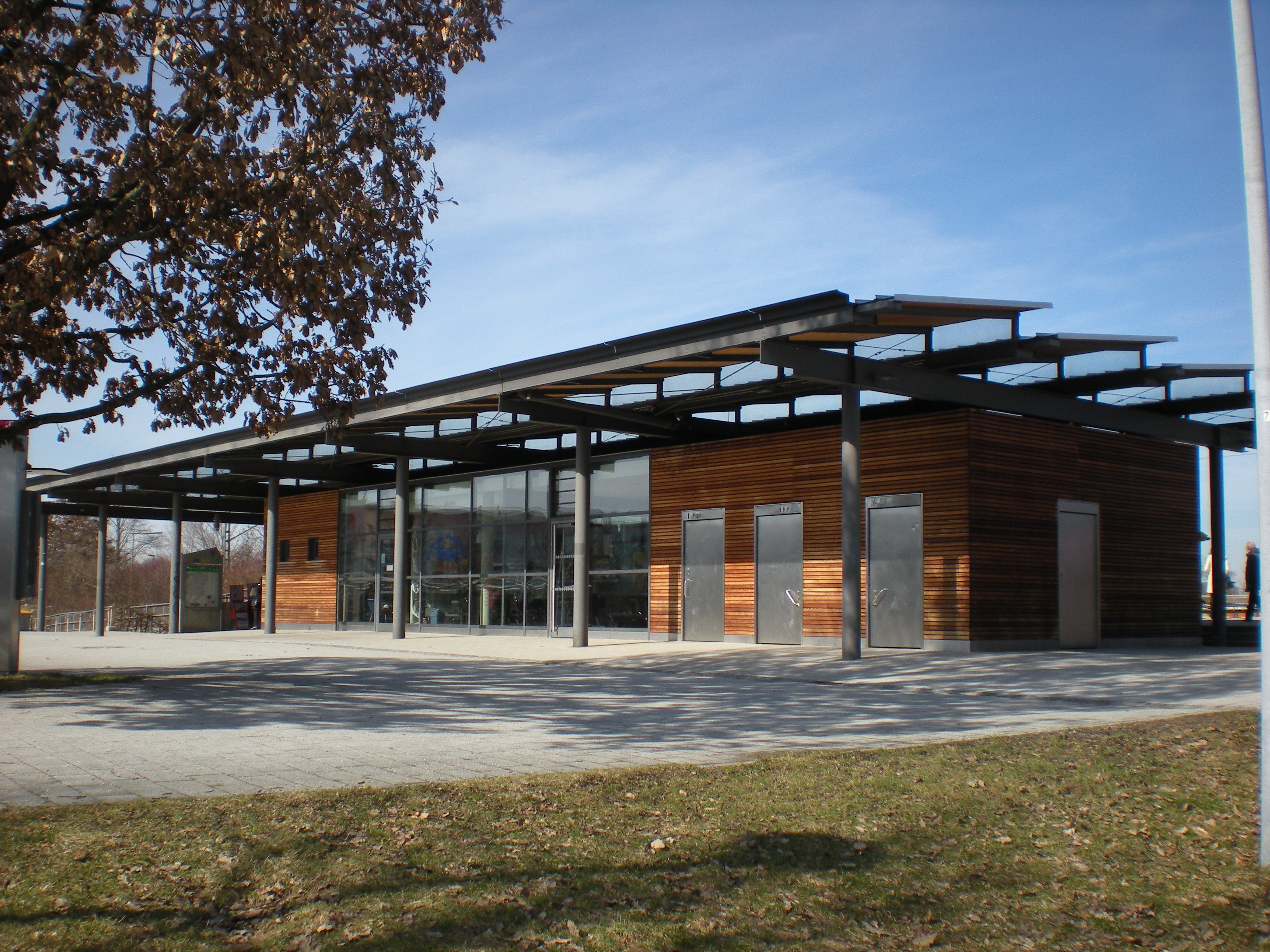
Empfangsgebäude des Haltepunkts Eichenau

Am Ortsrand befindet sich an der Bahnstrecke München–Buchloe der Haltepunkt Eichenau (Oberbay), welcher von der Linie S4 der S-Bahn München bedient wird. Im Ort verkehrt überdies auch die Regionalbuslinie 861. Die Anbindung nach Olching, Puchheim-Ort und Germering bis hin nach München-Freiham ist mit der Linie 860 gesichert, nach Emmering, Fürstenfeldbruck sowie Puchheim-Bahnhof verkehrt die Linie 862. Der S-Bahn- und Busverkehr ist in den Münchner Verkehrs- und Tarifverbund integriert. Die Staatsstraße 2069 durchzieht den Ort im großen Bogen von der Gemeindegrenze mit Olching im Norden bis zur Bundesstraße 2 im Süden. Durch den Pendlerverkehr und den Lieferverkehr zwischen den vielen Gewerbegebieten in der Umgebung ist sie stark belastet. Über den Anschluss Germering besteht der schnellste Weg zur A 99. Der beschrankte Bahnübergang an der Kreuzung zwischen St 2069 und der Bahnstrecke wurde 2001 durch eine Unterführung ersetzt.
| Linie | Linienverlauf |
| ----- | --- |
| S4    | Geltendorf – Türkenfeld – Grafrath – Schöngeising – Buchenau – Fürstenfeldbruck – Eichenau – Puchheim – Aubing – Leienfelsstraße – Pasing – Laim – Hirschgarten – Donnersbergerbrücke – Hackerbrücke – Hauptbahnhof – Karlsplatz (Stachus) – Marienplatz – Isartor – Rosenheimer Platz – Ostbahnhof – Leuchtenbergring – Berg am Laim – Trudering (– Gronsdorf – Haar – Vaterstetten – Baldham – Zorneding – Eglharting – Kirchseeon – Grafing Bahnhof – Grafing Stadt – Ebersberg) |

#### Busverkehr
Der Fahrplanwechsel am 12. Dezember 2021 brachte eine Ausweitung des ÖPNV. Die neue Buslinie 860 bringt auch Eichenauer Schülerinnen und Schüler zum Gymnasium Olching.  Die neue Linie schafft eine Verbindung zwischen Olching, Eichenau, Puchheim-Ort, Germering und Freiham – und damit auch eine neue Tangentialverbindung zwischen den drei S-Bahn-Linien S4 (Eichenau), S3 (Olching) und S8 (Freiham). Die Roggensteiner Allee, die Hauptstraße und die Allinger Straße sind die großen Ortsdurchfahrten von Eichenau. Auf allen dreien verkehren ab Dezember 2021 neue Buslinien. Über die Hauptstraße fährt die Linie 860 nach Olching, Puchheim-Ort, Germering und Freiham. Mit der Linie 861 wird eine innerörtliche Verbindung zwischen Bahnhof, Roggensteiner Allee und dem südlichen Bereich Eichenaus bis zur Spechtstraße geschaffen. Überörtlich verkehrt die Linie 862. Vom Bahnhof Fürstenfeldbruck kommend, fährt sie über Emmering und den Bahnhof Eichenau über die Allinger Straße nach Puchheim. Eine weitere neue überörtliche Verbindung ist die Linie 863 vom Bahnhof Eichenau über Emmering zum Brucker Fliegerhorst.
| Linie | Linienverlauf                                                                                        | Verkehrsunternehmen  |
| ----- | --- | -------------------- |
| 833   | Eichenau Nord – Olching, Grundschule – Olching – Olching, Cronenbergstraße                           | Busverkehr Südbayern |
| 860   | Freiham – Puchheim Ort – Eichenau Nord – Olching – Graßlfing, Georgenstraße                          | Busverkehr Südbayern |
| 861   | Eichenau, Spechtstraße – Eichenau Süd                                                                | Amperbus GmbH        |
| 862   | Fürstenfeldbruck – Eichenau Nord – Puchheim Süd                                                      | Amperbus GmbH        |
| 863   | Fürstenfeldbruck, Zenettistraße – Emmering – Eichenau Nord                                           | Amperbus GmbH        |
| 8500  | Ruftaxi Fürstenfeldbruck / Alling / Eichenau / Puchheim Ort / Germering-Unterpfaffenhofen / Gilching | Geldhauser           |

#### Glasfasernetz
Die Gemeinde Eichenau bemüht sich 2021 darum, 40 % der Haushalte für den Anschluss an das Glasfasernetz zu gewinnen.

## Sehenswürdigkeiten
- Die 1926 vom Münchner Architekten Franz Xaver Huf im Ortszentrum errichtete katholische Pfarrkirche Zu den Hl. Schutzengeln. Das im neubarocken Stil gehaltene Gebäude zeigt die typische dörfliche-oberbayerische Bauart mit einem Zwiebelturm. Der Sakralbau wurde 1966/67 und zum 50-jährigen Bestehen 1976 renoviert.[37]

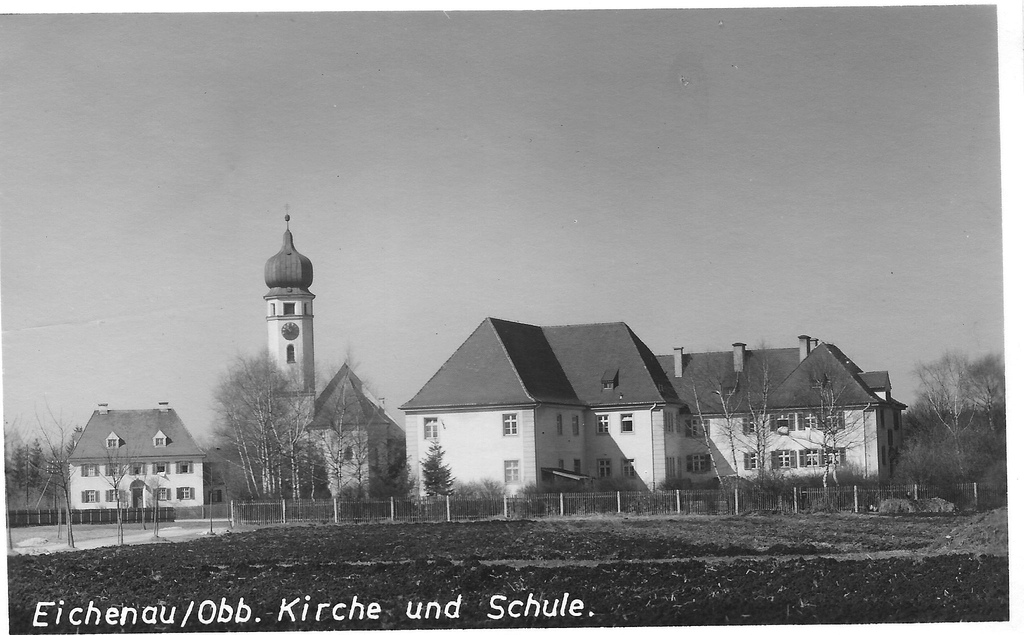
Pfarrhaus, Kirche, Schule
Postkarte um 1930

- Die evangelisch-lutherische Friedenskirche für die Gemeinden Eichenau und Alling wurde 1970 erbaut.[38] Beachtenswert ist die Orgel des Eichenauer Orgelbaumeisters Christof Kaps.[39]
- Die am Ortsrand auf einem bewaldeten Hügel versteckt liegende Kapelle St. Georg (Roggenstein). Sie befindet sich zwar auf dem Gemeindegebiet der Nachbargemeinde Emmering gehört aber zum Eichenauer Kirchensprengel. Eine erste urkundliche Erwähnung des Sakralbaus ist auf das Jahr 1524 datiert. Er enthält einen 1911 freigelegten Zyklus gotischer Wandgemälde, die zu den bedeutendsten in Oberbayern zählen. Die Kapelle wurde auf dem Burgstall Roggenstein errichtet.[40]
- Gut Roggenstein: Der alte Meierhof unterhalb der St. Georgkapelle blieb bis 1803 im Besitz des Klosters Fürstenfeld. Aufgrund der Säkularisation ging der Klosterbesitz dann auf den bayerischen Staat über, der die gesamten Liegenschaften, einschließlich des Meierhofs Roggenstein an den nordböhmischen Fabrikanten Ignaz Leitenberger verkaufte, von dem man sich erhoffte, dass er durch den Aufbau einer Kattunmanufaktur den strukturschwachen Raum beleben würde. 1817 verkaufte Leitenberger den Besitz wieder an den bayerischen Staat zurück. Die Meierei Roggenstein wurde ein Militärfohlenhof, der dem Remontedepot unterstellt war. Im 19. Jahrhundert entstanden sodann die schlichten, heute unter Denkmalschutz stehenden Wohn- und Wirtschaftsgebäude jenseits der Bahn in Unterroggenstein. Nach dem Ersten Weltkrieg trat der Wittelsbacher Ausgleichsfonds in die Besitzrechte ein. Seit 1943 ist das Gut wieder in Staatsbesitz und dem Institut für Acker- und Pflanzenbau der TU München in Weihenstephan angegliedert. Nach der Jahrtausendwende kam das staatliche Versuchsgut mehrmals in die Schlagzeilen, als einige Anschläge auf Felder mit genmanipulierten Aussaaten verübt wurden.
- Das Pfefferminzmuseum in der ehemaligen Gemeindebibliothek, neben der Grund- und Mittelschule Starzelbachschule erinnert an die Zeit bis in die 1950er Jahre, in der Eichenau ein Anbaugebiet für diese Heilpflanze war. Heute wird nur noch Pfefferminze für den Museumsbedarf in der Gemeinde angebaut. Daneben finden wechselnde Sonderausstellungen zur Ortsgeschichte statt.[41] Wandbild von Michael Lutz in der Starzelbachschule

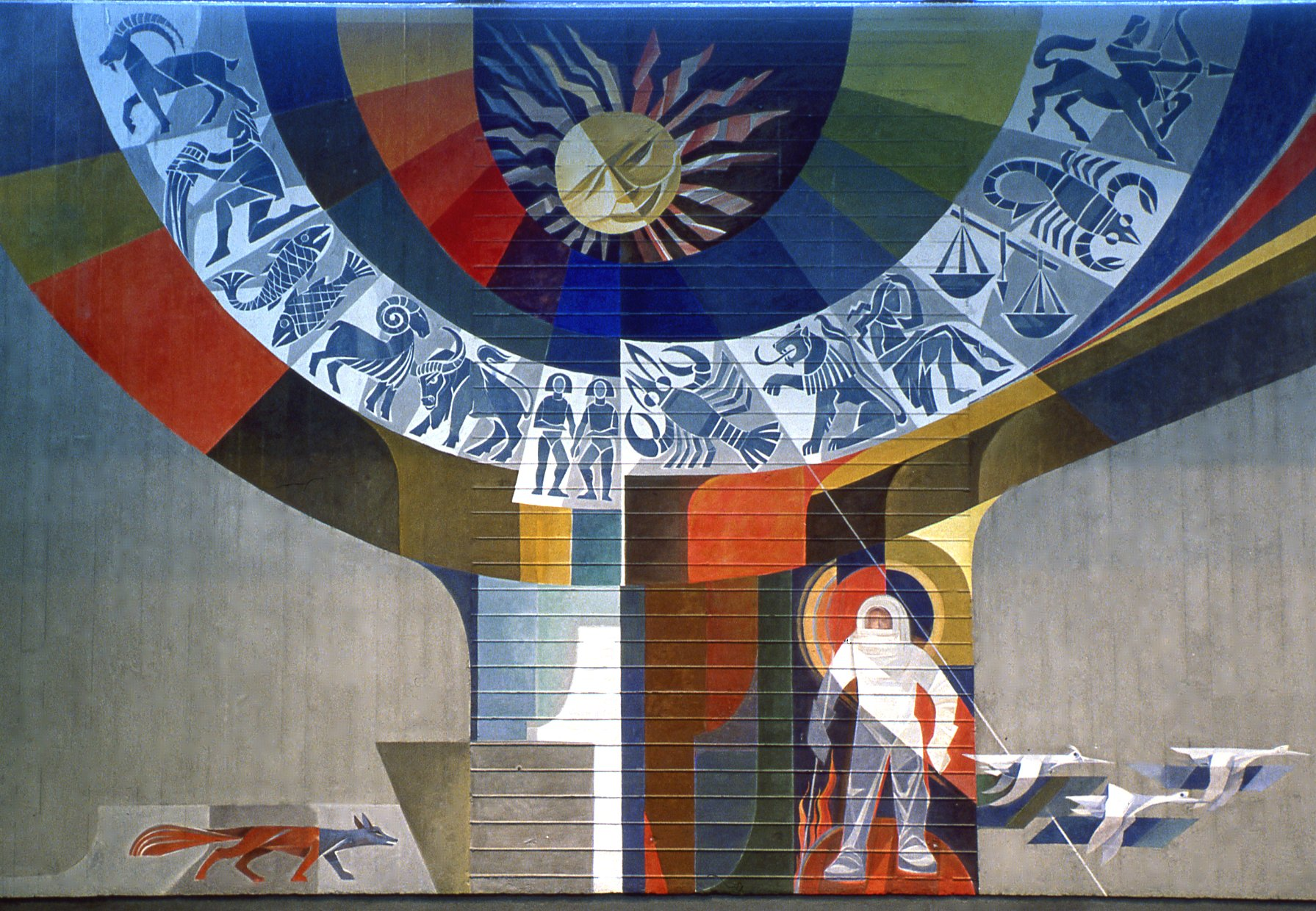
Wandbild von Michael Lutz in der Starzelbachschule

- Abguss der Bronzefigur „Schildkröte mit Kind“ von Ignatius Taschner vor dem Pflegeheim in der Nähe des S-Bahnhofs. Das Erbe des Künstlers wird vom Enkel in Eichenau verwaltet.[42][43]

### Sehenswürdigkeiten in und um Eichenau

Sehenswürdigkeiten in und um Eichenau
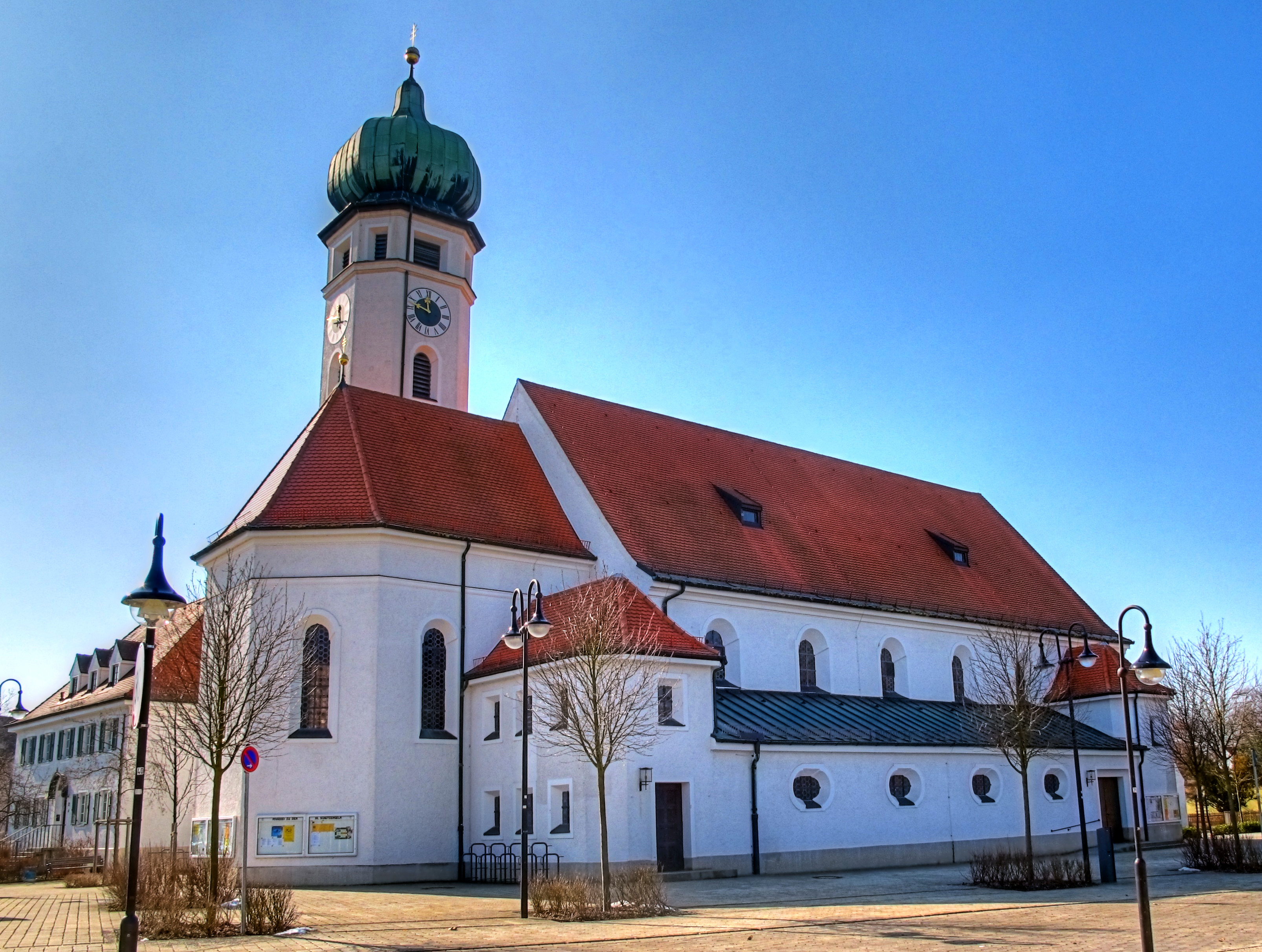
Katholische Pfarrkirche Zu den Heiligen Schutzengeln
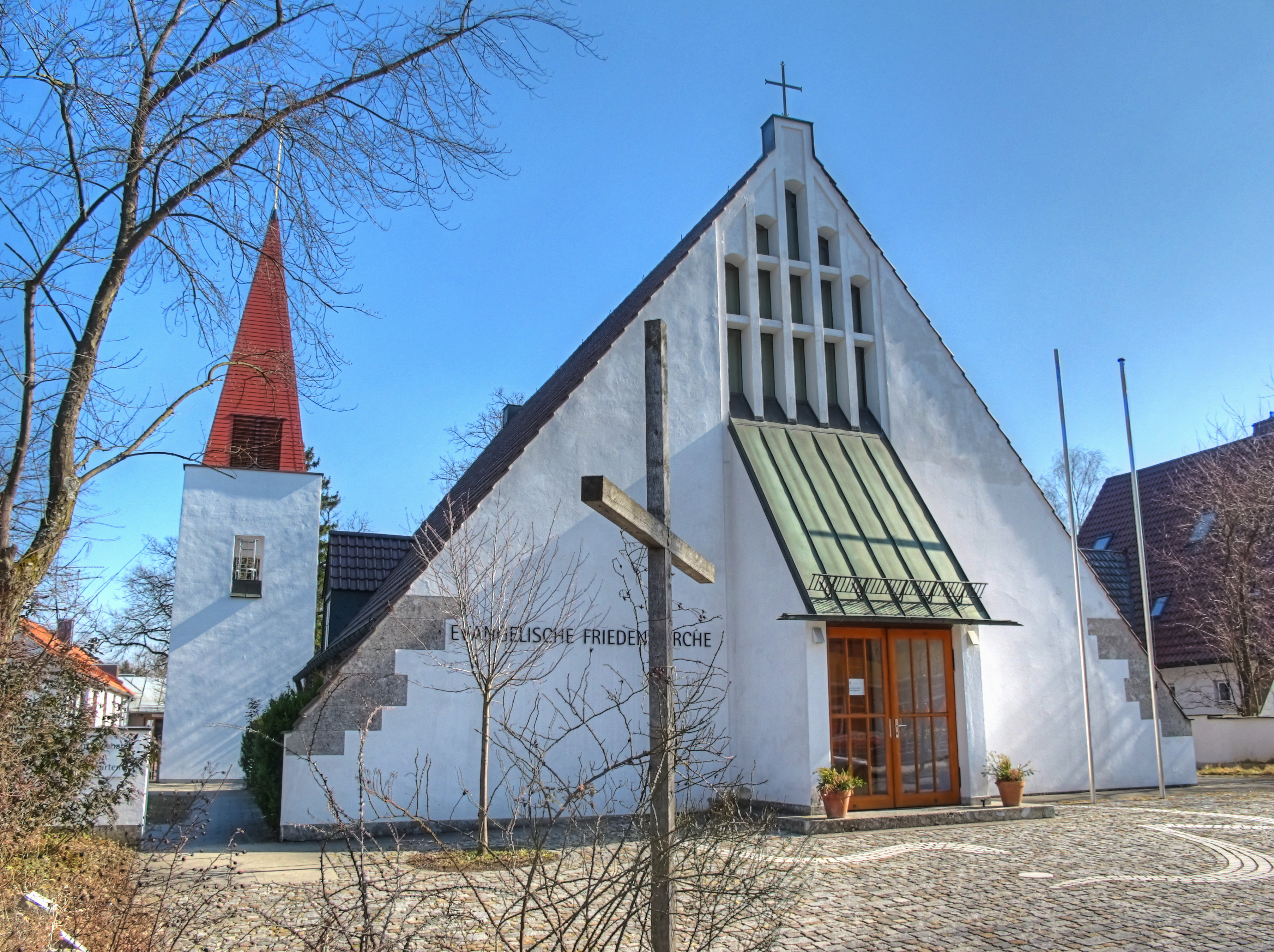
Evangelisch-Lutherische Friedenskirche
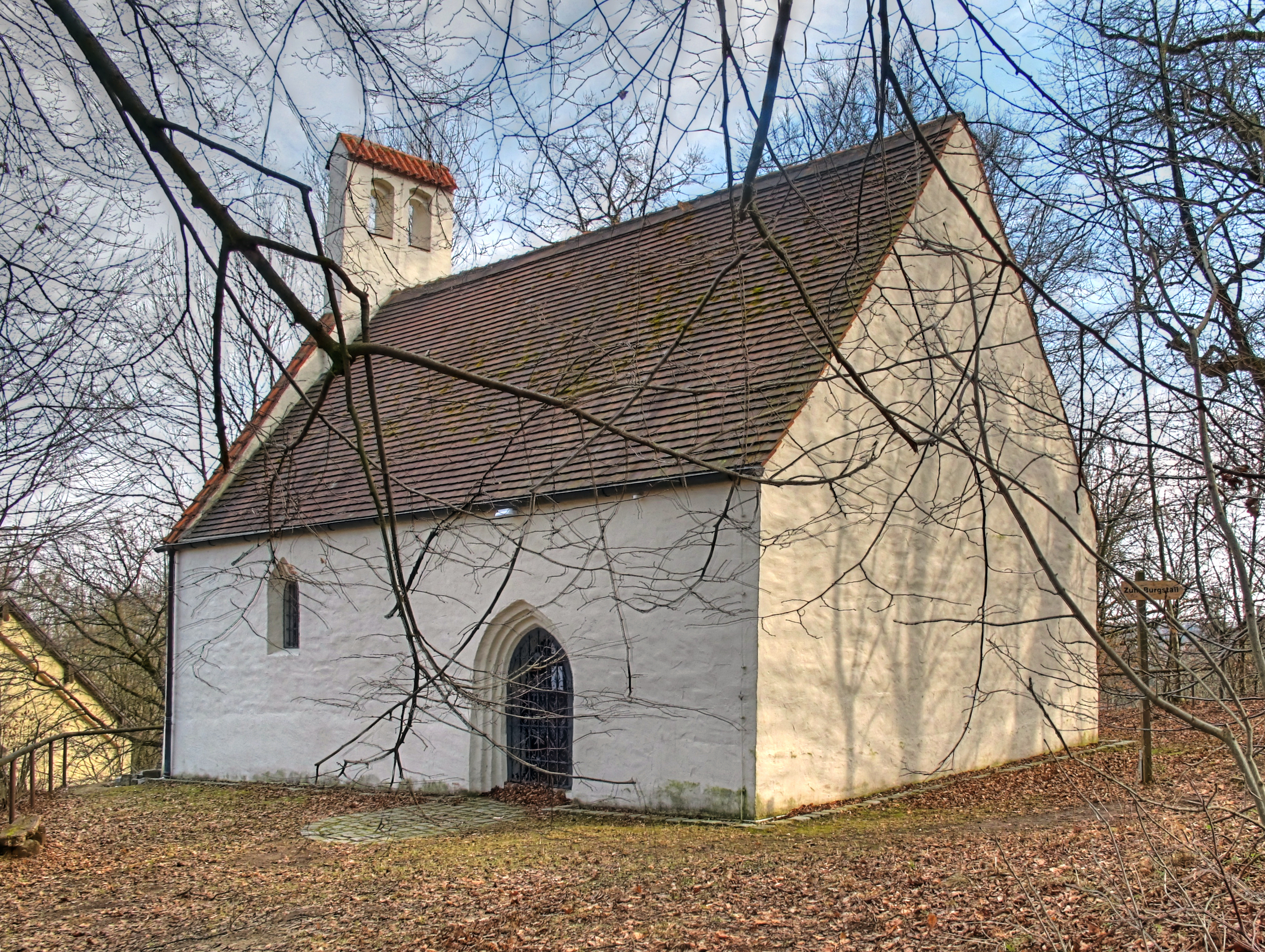
St.-Georgs-Kapelle auf dem Burgstall Roggenstein
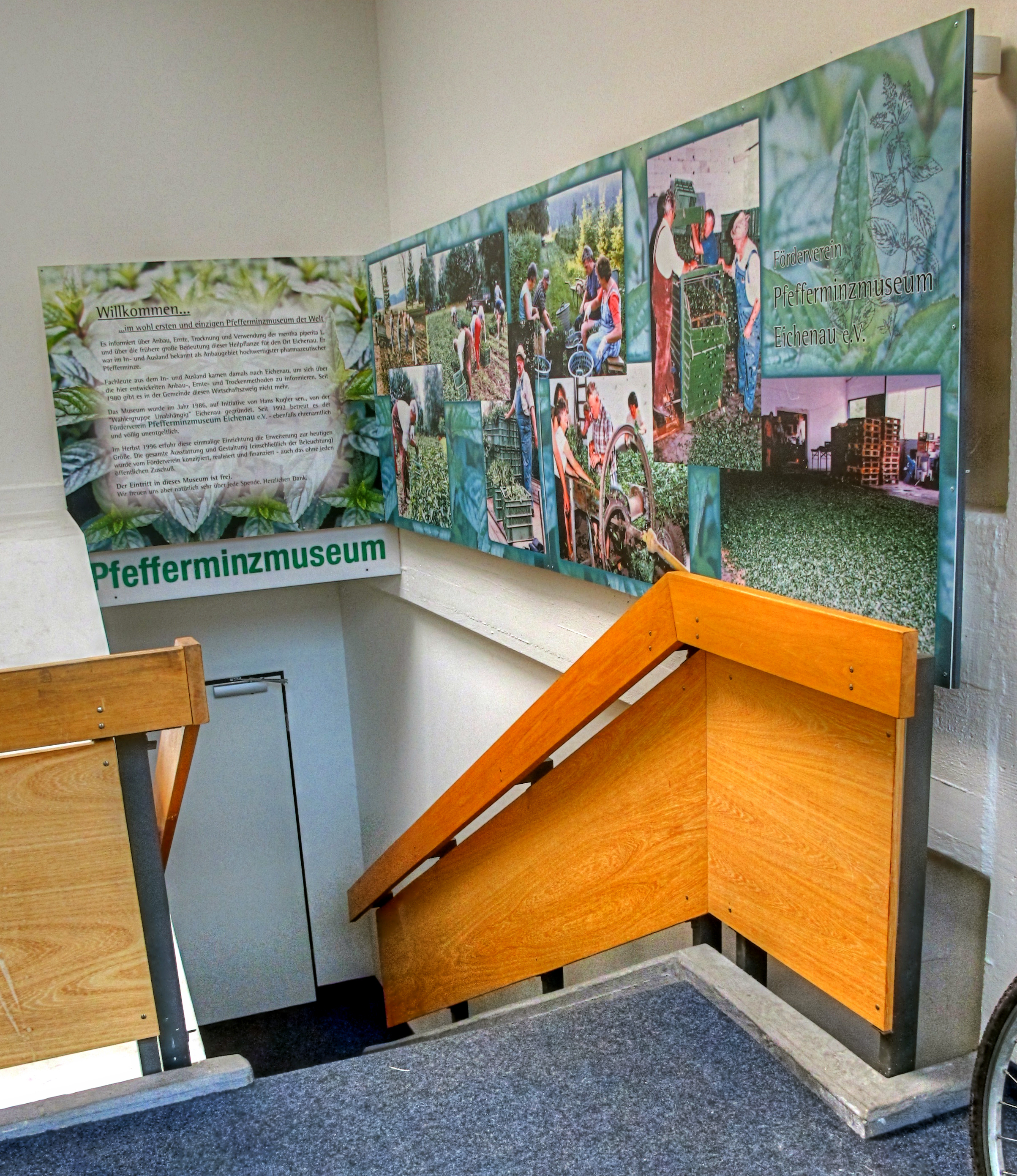
Pfefferminzmuseum Eichenau

## Soziale Einrichtungen
- Nachbarschaftshilfe Sozialdienst Eichenau e. V.[44]
- AWO Eichenau mit Seniorenclub[45]
- Förderverein für Alten- und Krankenpflege[46] der Caritas Fürstenfeldbruck[47]
- Bereitschaft des Bayerischen Roten Kreuzes im Feuerwehrhaus, Tannenstraße[48]
- Pflegezentrum der Inneren Mission München[49]
- Jugendzentrum der Gemeinde, Schulstraße
- Seniorenbegegnungsstätte der Caritas[50]
- Ambulanter Pflegedienst der Caritas[51]

## Schulen

### Grundschulen
- Josef-Dering-Grundschule[52] (ehemals Schule Mitte)
- Starzelbachschule Grundschule Eichenau[53]

### Mittelschule
- Starzelbachschule Mittelschule Eichenau[53]

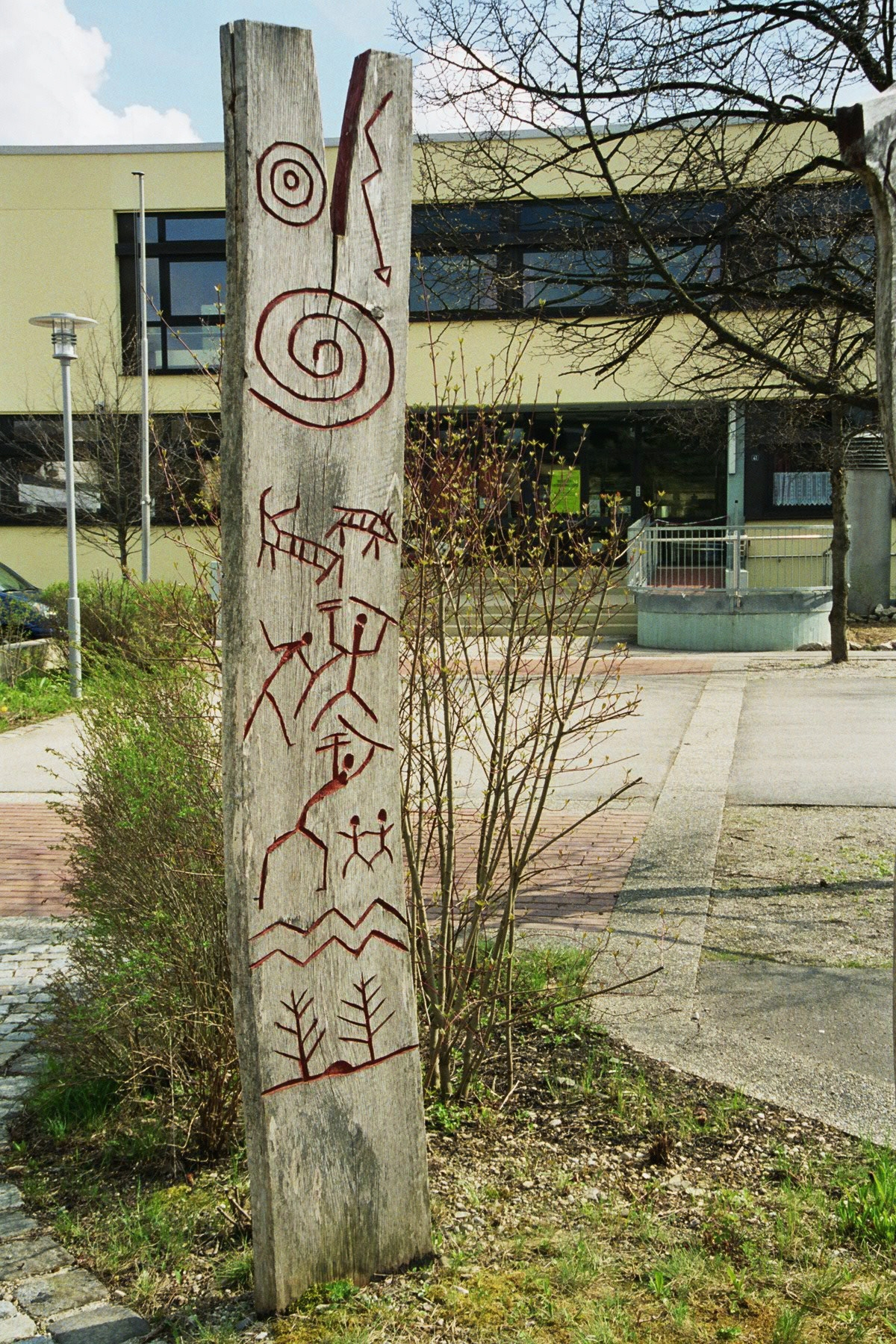
Kunstwerk von Brigitte Storch vor der Starzelbachschule

## Partnerschaftsvereine
- Deutsch-Französischer Freundeskreis Eichenau e. V. DFFE e. V.
- Amici d’Italia, Deutsch-Italienischer Freundeskreis e. V. Amici d’Italia
- Freundeskreis Wischgorod e. V.[54]

## Sport
In Eichenau besteht ein großes Angebot von Freizeitaktivitäten. Es gibt ein Badegelände mit Liegewiese, Beachvolleyballplatz, Wasserwachtstation und einem Skatepark, welcher aus einer Halfpipe, Quarterpipe, Trickbox und Rail besteht.
Ein weiteres Freizeitgelände befindet sich an der Budrioallee, hier gibt es neben 2 weiteren Beachvolleyballplätzen einen Streetbasketballplatz, einen kleinen Bolzplatz, einen generationenübergreifenden Fitnessparcour, eine große Tennisanlage des TC Eichenau mit 3 Hallenplätzen und 10 Freiplätzen, eine Mehrfachturnhalle und mehrere große Fußballplätze. Die Fußballer sind mit eigenem Vereinsheim im FC Eichenau organisiert. Dort befindet sich auch der Tennisclub Eichenau e. V.
Der Eichenauer Sportverein e. V. wurde 1926 gegründet und hat (Stand 2011) 1.400 Mitglieder in 9 Abteilungen.
- Handball: Die Handballabteilung des Eichenauer SV nimmt mit Herrenmannschaften, Damenteams und Nachwuchsmannschaften am Spielbetrieb des Bayerischen Handballverbandes (BHV) teil. Größter Erfolg des ESV war der Aufstieg in die viertklassige Handball-Bayernliga. Die erste Herrenmannschaft und das erste Damenteam spielen 2024/25 beide in der Bezirksoberliga Alpenvorland.

In der Schule-Süd befindet sich ein Schützenverein mit dem Namen „Immergrün Eichenau“, der erste Verein in Eichenau.
Der Eichenauer See ist ca. 1 ha groß. Dort sind Sportflächen und eine Sommerstockbahn des FC Eichenau.

## Persönlichkeiten

### Söhne und Töchter der Gemeinde
- Widukind Lenz (1919–1995), Humangenetiker

### Mit Eichenau verbundene Persönlichkeiten
- Johann Baumann (1882–1959), Maler
- Claus Biederstaedt (1928–2020), Schauspieler
- Hans Brandenburg ( 1885–1968), Schriftsteller
- Christian Brembeck (* 1960), Organist, Cembalist, Pianist und Dirigent
- Jorgos Busianis (1885–1959), Maler
- Hejo Busley (* 1930), Archivar und Historiker
- Josef Dering (1910–1999), Künstler
- Dagmar Ferle (* 1949), Violinistin
- Lambert Friedrichs (1896–?), Kommunalpolitiker und Funktionär der NSDAP
- Helmut Gneuss (1927–2023), Anglist
- Rosemarie Grützner (* 1952), Kommunalpolitikerin
- Alma Hagenbucher (1922–2012), Unternehmerin und langjährige Vorsitzende des Gewerbeverbandes
- Roland Helmer (* 1940), Maler
- Gero Himmelsbach (* 1965), Jurist
- Zoltán Jókay (* 1960), Fotokünstler
- Josef Jung (1930–2021), Biologie, Lehrstuhlinhaber an der Universität Augsburg
- Martin Kälberer (* 1967), Musiker
- Franz Kanefzky (* 1964), Komponist und Hornist
- Christoph Kaps (* 1959), Orgelbauer
- Thomas Karmasin (* 1962), Politiker
- Andreas Knipping (* 1952), Richter, Buchautor, Kommunalpolitiker
- Herbert Kränzlein (* 1950), Politiker, MdL
- Annemarie Lehmann (* 1938), Weltmeisterin im Feldbogenschießen
- Alev Lenz (* 1982), Sängerin
- Heiner Link (1960–2002), Schriftsteller
- Rüdiger Lotter (* 1969), Violinist
- Wolfram Lohschütz (* 1962), Violinist
- Michael M. Lutz (1912–1995), Maler
- Georg Metzger (* 1946), Fußballer
- Josef Nibler (1865–1921), Bezirksamtmann, Gründer der Siedlung Eichenau
- Alfons Reckermann (* 1947), Philosoph und Hochschullehrer
- Ingrid Redlich-Pfund (* 1947), Malerin und Grafikerin
- Helmut Rehder (* 1927), Botaniker und Philosoph
- Herbert Riehl-Heyse (1940–2003), Journalist und Autor
- Karl Sepp (1880–1962), Landrat, Vorstand Baugenossenschaft Eichenau
- Franz Leonhard Schadt (1910–2009), Marionettenspieler und Schauspieler
- Ernő Sebestyén (* 1940), ungarischer Violinist
- Georg Spillner (1908–1998), Musikclown Nuk
- Walther Stepp (1898–1972), SS-Brigadeführer
- Werner Stückmann (1936–2017), Kammersänger
- Ignatius Taschner (1871–1913), Bildhauer und Graphiker
- Uta Titze-Stecher (1942–2024), Politikerin (SPD), MdB
- Georg Maximilian Trenz (* 1962), Lichtkünstler
- Wolfgang Wendler (1926–2013), Architekt und Künstler
- Guido Zingerl (1933–2023), Maler und Karikaturist
- Bernhard Zintl (* 1965), Stabhochspringer